# Sankt Pantaleon-Erla
Sankt Pantaleon-Erla est une commune autrichienne du district d'Amstetten en Basse-Autriche.

## Géographie
La municipalité se situe au sud du Danube à proximité de l'embouchure de la rivière Enns, dans la région de Mostviertel, la partie occidentale de la Basse-Autriche. Elle comprend les anciennes communes de Sankt Pantaleon et d'Erla  qui ont fusionné le 1er janvier 1971.
La voie ferrée principale de la ligne de l'Ouest (Westbahn) et l'autoroute A1 (West Autobahn) passent au sud de la municipalité. Au nord, un pont mène sur le Danube à la ville de Mauthausen.

## Histoire
Dans l'Antiquité, la région sur la rive sud du Danube faisait partie du Norique (Noricum), un royaume celtique qui est devenu une province de l'Empire romain vers 16 av. J.-C. Un camp romain sur le limes danubien était placé près du village d'Albing ; depuis un certain temps, il fut le quartier général de la Legio II Italica.

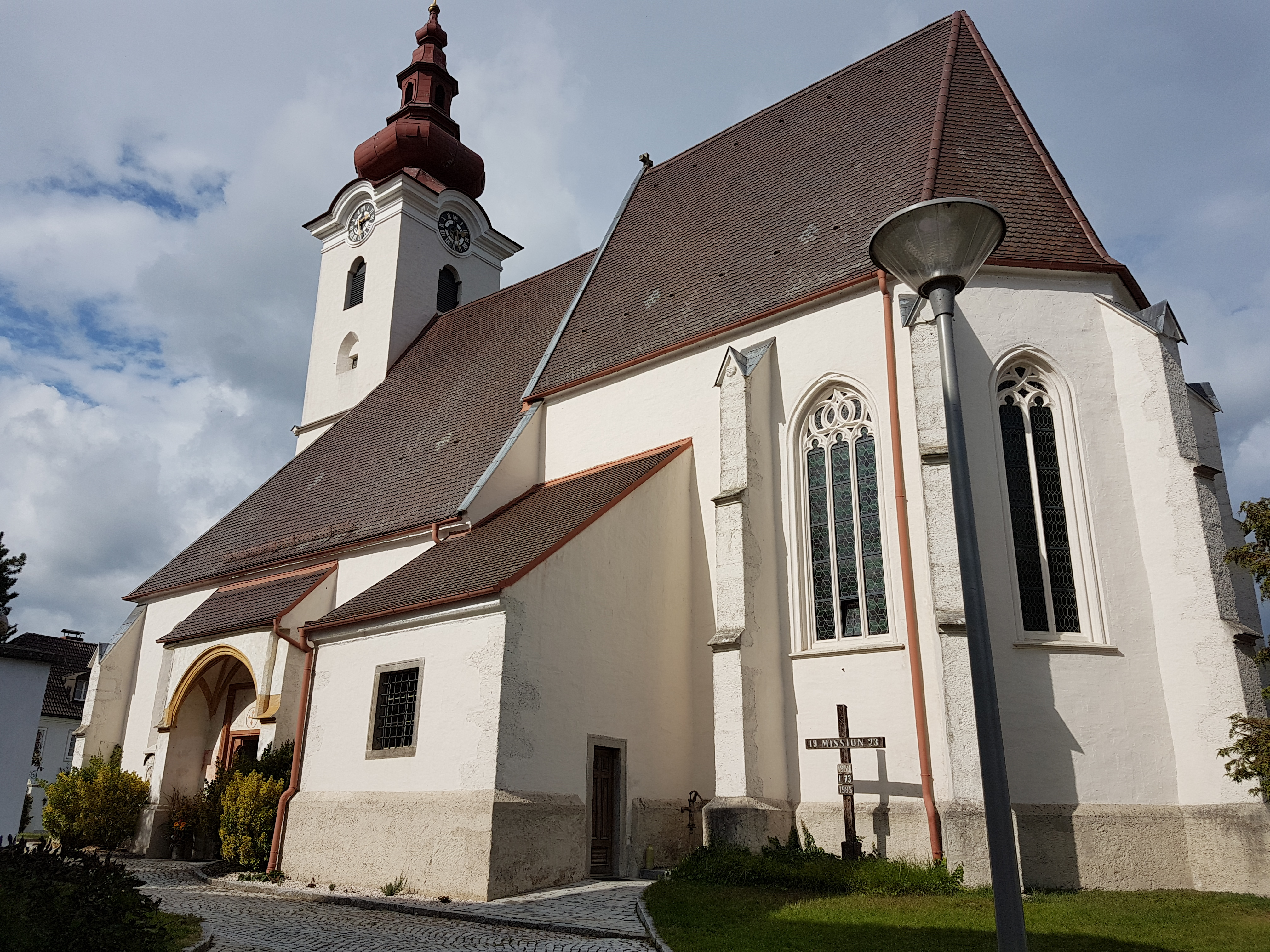
L'église Saint-Pantaléon.

Au Moyen Âge central, les domaines « au-dessous de l'Enns » appartenaient au margraviat puis duché d'Autriche sous le règne de la maison de Babenberg. Le lieu de Herlaha (« aulnes ») fut mentionné pour la première fois dans un acte de 1090, au temps où un couvent des sœurs bénédectines s'est développé. La paroisse de saint Pantaléon à Zwieselkirchen, à l'origine une chapelle du XIIe siècle, apparut en 1423. 
Le couvent d'Erla fut supprimé par le pape Grégoire XIII en 1583. Sécularisé au titre des mesures d'application du joséphisme, ses bâtiments furent reconstruits à partir de 1782 pour servir de château résidentiel.

## Jumelage
- Sillé-le-Guillaume (France) depuis 1990.

## Personnalité liée à la commune
- Wolfgar d'Erla (1140-1218), évêque de Passau et patriarche d'Aquilée.

1. ↑  Bevölkerung zu Jahresbeginn nach Gemeinden seit 2002 (statistique publique), Statistik Austria, Janvier 2023, [lire en ligne].